# Melinanaikaradahalli, Dod Ballapur
Melinanaikaradahalli là một làng thuộc tehsil Dod Ballapur, huyện Bangalore Rural, bang Karnataka, Ấn Độ.